# Pancorius kaskiae
Pancorius kaskiae là một loài nhện trong họ Salticidae.
Loài này thuộc chi Pancorius. Pancorius kaskiae được Marek Żabka miêu tả năm 1990.